# Psilocharis afra
Psilocharis afra är en stekelart som beskrevs av John M. Heraty 1994. Psilocharis afra ingår i släktet Psilocharis och familjen Eucharitidae.
Artens utbredningsområde är:
- Kamerun.
- Kenya.
- Malawi.
- Uganda.

Inga underarter finns listade i Catalogue of Life.